# Mlaka pri Kranju
Mlaka je vas in satelitsko naselje s 1.600 prebivalci v Mestni občini Kranj. Vas leži 5 km severno od Kranja na skrajnem jugovzhodnem robu zakrasele gozdnate konglomeratne terase Udinega boršta, na nadmorski višini 412 metrov. Ime naselja izhaja od bližnjih mlak, ki ležijo na ilovnatem in močvirnem terenu Oretnekovega vrta. Na bližnji vzpetini  sta bila odkrita dva staroslovanska grobova, kar priča o dolgi naseljenosti tega kraja. 
Število prebivalcev je vzporedno z razvojem industrije v bližnjem Kranju od leta 1961 izredno hitro naraščalo, zato danes na Mlaki živi okoli 2000 prebivalcev. Prvotno je bila vas poseljena s kmečkim prebivalstvom, z naselitvijo delavcev, zaposlenih večinoma v Kranju pa se je začel graditi južni, novejši del Mlake, ki se imenuje Nedeljska vas. Prva hiša na Mlaki je bila Oretnikova. Naselje je s Kranjem povezano z Alpetourovo mestno avtobusno progo št. 7.
Mlaka je poznana po tem, da so vse do leta 1940 iz velike luže, ki je pozimi zamrznila, izsekavali kose ledu in jih vozili v bližnje mlekarne in pivovarno v Kranj.